# 昂蒂布站
昂蒂布站是法国的一个铁路车站，位于法国东南部城市昂蒂布。

## 位置
昂蒂布站位于马赛－文蒂米利亚铁路204.151公里处，昂蒂布市区的中部偏北。车站大致呈南北走向，主站房位于铁路线东侧，西侧为2014年建成的昂蒂布综合交通枢纽（法語：Pôle Échanges Antibes），南侧为卡桑花园（Jardin de René Cassin），北侧设有大型露天停车场。

## 站台设置
| 东↑ |      |  | 主站房 |
|     | 侧式 |  |        |
| A道 |      |  |        |
| 1道 |      |  |        |
|     | 岛式 |  |        |
| 2道 |      |  |        |
| 西↓ |      |  |        |

（昂蒂布综合交通枢纽）

## 停靠线路
以下列车线路在昂蒂布站停靠：
| 昂蒂布站列车线路表                      |        |          |               |              |
| 线路                                    | 车种   | 上一站   | 下一站        | 大致运行频率 |
| 巴黎—尼斯/文蒂米利亚                    | TGV    | 戛纳     | 尼斯          | 每天5趟左右  |
| 南锡/第戎/里昂—尼斯                     | TGV    | 戛纳     | 尼斯          | 每天3趟左右  |
| 巴黎—尼斯                               | Ouigo  | 戛纳     | 尼斯          | 每天1趟      |
| 马赛—米兰                               | Thello | 戛纳     | 尼斯          | 每天1趟      |
| 马赛—尼斯/文蒂米利亚                    | TER    | 戛纳     | 尼斯          | 每天8趟左右  |
| 莱阿克/圣拉斐尔—尼斯                    | TER    | 茹昂莱潘 | 滨海卡涅      | 每天10趟左右 |
| 芒德留/戛纳/格拉斯—尼斯/芒通/文蒂米利亚 | TER    | 茹昂莱潘 | 比奥/滨海卡涅 | 每天25趟左右 |
| 1.                                      |        |          |               |              |

## 配套交通

### 长途客车
| 停靠昂蒂布站的大巴车   |                               |                                                                             |
| 上下车地点             | 运营单位                      | 主要目的地                                                                  |
| （昂蒂布综合交通枢纽） | 尼斯城市公共交通 LIGNE D'AZUR | 200 戛纳 · 勒卡内 · 卢贝新城 · 尼斯机场 250 瓦洛里 · 比奥 · 尼斯机场 · 尼斯 |
| （昂蒂布综合交通枢纽） | SNCF                          | 当铁路线施工或罢工时，SNCF可能会提供途径该线路沿途站点的大巴车              |
| 1. 2.                  |                               |                                                                             |

### 城市公共交通
| 昂蒂布站附近的市内公共交通线路 |               | |
| 公交车站名称                   | 位置          | 停靠线路 |
| （昂蒂布综合交通枢纽）         | 昂蒂布站 西侧 | 1 （昂佛尔） ↔ （富瓦耶勒罗克） / （索菲亚科技园汽车站） 2 （昂蒂布综合交通枢纽） ↔ （埃登岩） 6 （议会中心） ↔ （阿波利奈尔·代诺） 7 （昂蒂布汽车站） ↔ （富瓦耶勒罗克） 8 （天主城） ↔ （中心医院） 10 （昂蒂布汽车站） ↔ （索菲亚科技园汽车站） 12 （昂蒂布综合交通枢纽） ↔ （索菲亚科技园汽车站） 16 （昂蒂布汽车站） ↔ （丰通讷） 23 （昂蒂布综合交通枢纽） ↔ （阿尔努转盘） 30 （昂蒂布综合交通枢纽） （顺时针单环线） 31 （昂蒂布综合交通枢纽） （逆时针单环线） 100 （昂蒂布综合交通枢纽） ↔ （索菲亚科技园汽车站） |
| （火车站）                     | 昂蒂布站 东侧 | 14 （昂蒂布汽车站） （双循环线路） |
| （火车站花园）                 | 昂蒂布站 南侧 | 9 （迪格米耶） ↔ （富瓦耶勒罗克） / （索菲亚科技园汽车站） |
| 1.                             |               | |

## 临近车站
| 昂蒂布站（Gare d'Antibes）     |                      |                |
| 上行车站                       | 线路                 | 下行车站       |
| 茹昂莱潘站 1.8km ←             | 马赛－文蒂米利亚铁路 | 比奥站 → 2.9km |
| - 本表仅显示运营中的线路及车站 |                      |                |